# Jean-Pierre Petit
Jean-Pierre Petit (Choisy-le-Roi, 5 aprile 1937) è un ingegnere, ufologo e scrittore francese, ex ricercatore in pensione del Centre national de la recherche scientifique e fondatore di Ufo-Science®.
Ha negato l'esistenza dei buchi neri.

## Attività scientifica
Il suo iniziale campo di interessi fu la magnetoidrodinamica, per la quale dedicò la tesi del suo dottorato Applications de la théorie cinétique des gaz à la physique des plasmas et à la dynamique des galaxies e pubblicò negli anni sessanta in Acta Physica Polonica gli articoli
- MHD flow-control for hypersonic flight, Non-Equilibrium Plasma Instabilities,
- Wall Confinement Technique by Magnetic Gradient Inversion. Accelerators Combining Induction Effect and Pulsed Ionization. Applications,
- Velikhov Electrothermal Instability Cancellation by Modification of Electrical Conductivity Value in a Streamer by Magnetic Confinement in Acta Polytechnica e
- MHD Aerodynes, with wall confined plasma, electrothermal instability annihilated and stable spiral current pattern per i LAMBDA Laboratories.

Infine, sulla magnetofluidodinamica applicata all'astrofisica tenne degli interventi all'Institut des hautes études scientifiques di Bures-sur-Yvette e al CRAS di Parigi.
È autore di un articolo di matematica nel quale spiega come ottenere una Superficie di Boy a partire da una sfera e le implicazioni che derivano dal considerare la sfera (e il pianeta Terra) un solido monolatero.
É il creatore del fumetto Le avventure di Anselmo, per la divulgazione della scienza in campi che vanno dalla fisica all'informatica.

### Tesi sostenute e reputazione
Petit sostiene che le sue ricerche traggono ispirazione dalle lettere del cosiddetto affare Ummo. A causa di questa ed altre affermazioni Petit ha perso il rispetto di una parte della comunità scientifica. Sostiene appunto che gli alieni del pianeta Ummo hanno contattato tramite lettere dattiloscritte alcune persone selezionate, compreso lui stesso.
Afferma che l'aeronautica degli Stati Uniti ora possiede un velivolo incredibilmente veloce, chiamato Aurora, grazie alla ricerca segretamente condotta sulla magnetoidrodinamica. Aurora userebbe un sistema di propulsione convenzionale a turbina alimentato da un flusso di aria ipersonico controllato tramite la magnetoidrodinamica. Petit sostiene inoltre che i militari degli Stati Uniti possiedono una bomba ad antimateria che hanno fatto esplodere con successo sul pianeta Giove. A causa di queste posizioni, non è preso seriamente da molti scienziati francesi.
Dal 1977 ha costruito e pubblicato un ricco modello cosmologico chiamato Janus.
Nel 1978 collaborò con Bernard Morin nell'ambito della topologia differenziale allo studio dei toroidi e dell'eversione della sfera.
Secondo Google Trends, il suo nome ha una popolarità mondiale simile a Andrei Sakharov, Steven Weinberg, Brian Greene, Lev Landau, tra gli altri premi Nobel per la fisica.